# Index on Censorship
Index on Censorship is een magazine en niet-gouvernementele organisatie die zich inzet voor de vrijheid van meningsuiting en persvrijheid. Index on Censorship is sinds 2009 gevestigd in het Free Word Centre in Londen.
De organisatie publiceert ongecensureerd artikelen en trekt de aandacht voor culturele of politieke misstanden. Elk kwartaal brengt ze een magazine uit met dezelfde naam. Het magazine werd voor het eerst gepubliceerd in mei 1972 en vanaf 2008 ook op de website uitgebracht. Ook richt het tijdschrift zich op niet-gouvernementele uitingen, waaronder religieus extremisme, de opkomst van nationalisme en internetcensuur.
Index on Censorship reikt jaarlijks prijzen uit voor journalisten, schrijvers, advocaten, activisten, filmmakers en klokkenluiders over de gehele wereld die een belangrijke bijdrage hebben geleverd aan de vrijheid van meningsuiting. Sponsors voor de prijs waren onder meer The Guardian en The Economist Group.

## Geschiedenis

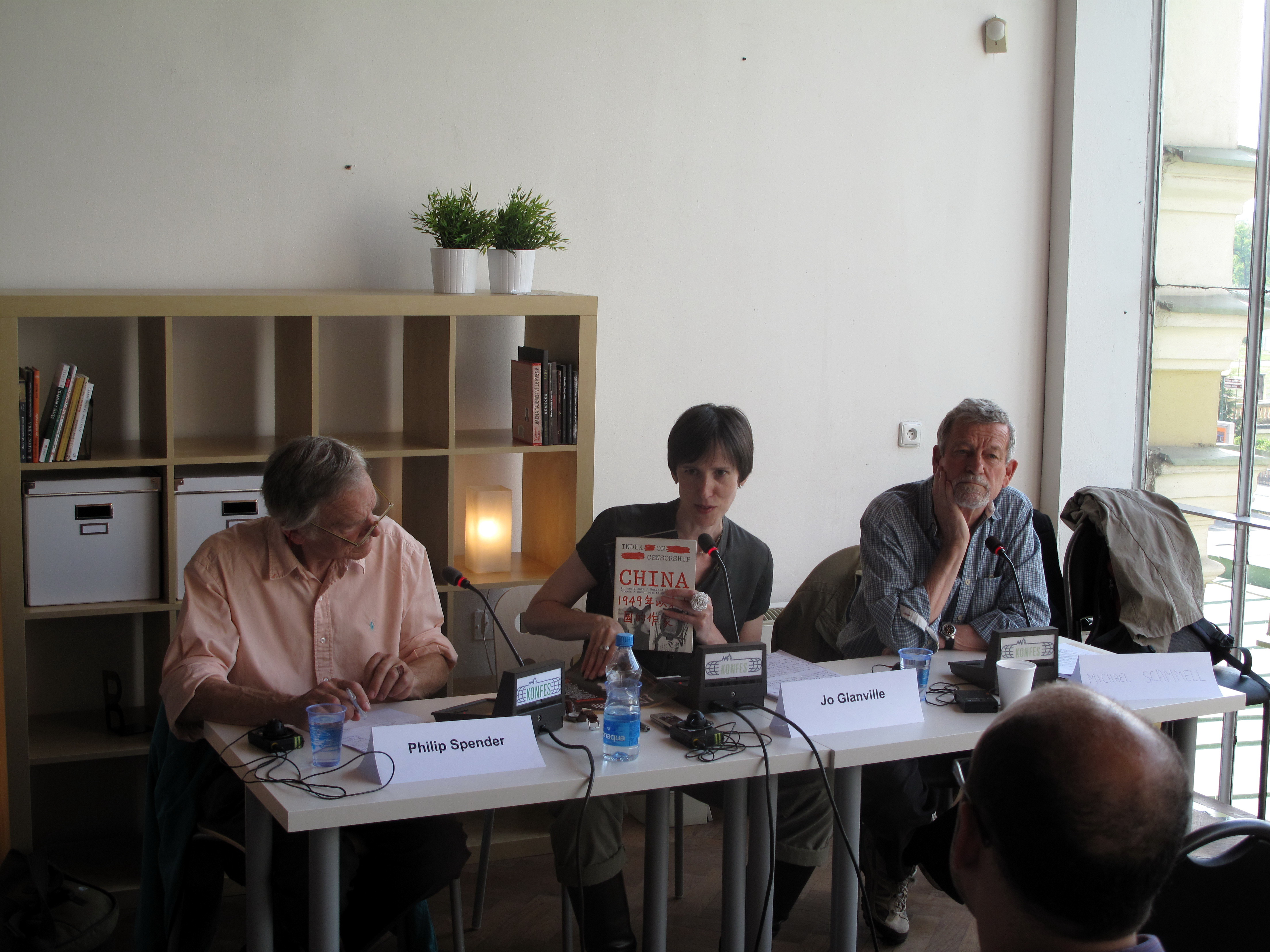
Philip Spender, Jo Glanville, Michael Scammell

Het oorspronkelijke idee voor Index on Censorship kwam van twee Sovjet-dissidenten: Pavel Litvinov, een kleinzoon van de voormalige minister van buitenlandse zaken Maksim Litvinov, en Larisa Bogoraz, de voormalige vrouw van de schrijver Joeli Daniël. In 1968 schreven ze naar The Times en vroegen ze om de internationale veroordeling van het schijnproces van twee jonge schrijvers en hun typistes naar aanleiding van vermeende anti-Sovjethetze en propaganda. Een van de schrijvers, Juri Galanskov, overleed in een gevangenenkamp in 1972.
De Engels dichter Stephen Spender zette een telegram op waarin steun werd betuigd door zestien Britse en Amerikaanse intellectuelen, waaronder W.H. Auden, Alfred Ayer, Yehudi Menuhin, Paul Scofield, Henry Moore, Bertrand Russell en Igor Stravinsky. Litvinov gaf in een brief het voorstel dat er een publicatie zou komen waarin informatie werd geboden aan het wereldpubliek over de werkelijke stand van zaken in de Sovjet-Unie. Deze brief werd in de eerste editie van de Index gepubliceerd.
Gekozen werd echter om nog een stap verder te gaan en ook de stand van zaken in andere dictaturen wereldwijd aan de orde stellen. Het blad richtte zich daarom al vanaf het begin tegen alle censuur, waar in die tijd verder ook nog steeds in grote mate sprake van was in dictaturen als in Griekenland, Portugal, Zuid-Afrika, veel Latijns-Amerikaanse landen en de landen in het Warschaupact.
Publicaties van Index on Censorship gingen bijvoorbeeld over het muilkorven van de pers na de militaire staatsgreep van 1973 door Augusto Pinochet in Chili, de verdwijningen en executies in Guatemala tussen 1978 en 1986 en de veroordelingen en martelingen van journalisten in Soedan medio jaren tachtig omdat ze verslag hadden gedaan over honger en armoede in hun land.
Door de jaren heen bracht het blad werk van belangrijke schrijvers en denkers, zoals Aleksandr Solzjenitsyn, Milan Kundera, Václav Havel, Nadine Gordimer, Salman Rushdie, Doris Lessing, Arthur Miller, Noam Chomsky en Umberto Eco.

## Erkenning
In 1997 werd Index on Censorship tijdens haar vijfentwintigjarige bestaan onderscheiden met een Prins Claus Prijs.
Verder werd de Rusland-editie van het eerste kwartaal van 2008 onderscheiden met een Media Award van Amnesty International voor de bijdragen van de Russische journalisten Fatima Tlisova en Sergej Bachinin, en de activist Aleksej Simonov.